# Garden State
Garden State is een Amerikaanse romantische komedie uit 2004. Deze onafhankelijke film is geregisseerd en geschreven door Zach Braff, die tevens de hoofdrol speelt. De andere hoofdrollen worden vertolkt door Natalie Portman, Peter Sarsgaard en Ian Holm. Het is de eerste lange speelfilm die Zach Braff regisseerde. De filmmuziek won een Grammy Award.

## Verhaal
De film gaat over Andrew Largeman (Zach Braff), die voor het eerst in negen jaar teruggaat naar zijn geboortedorp in New Jersey, nadat hij van zijn vader (Ian Holm) heeft vernomen dat zijn moeder is overleden. Terug thuis raakt hij weer bevriend met zijn oude vriend Mark (Peter Sarsgaard) en begint voorzichtig een relatie met Sam (Natalie Portman), die hij ontmoet in een psychiatrisch ziekenhuis. Tegelijkertijd probeert hij zijn vader te ontwijken.

## Rolverdeling
| Acteur          | Personage       |
| --------------- | --------------- |
| Zach Braff      | Andrew Largeman |
| Natalie Portman | Sam             |
| Peter Sarsgaard | Mark            |
| Ian Holm        | Gideon Largeman |
| Armando Riesco  | Jesse           |
| Jean Smart      | Carol           |
| Jackie Hoffman  | Sylvia Largeman |
| Method Man      | Diego           |
| Alex Burns      | Dave            |
| Ron Liebman     | Dr. Cohen       |
| Denis O'Hare    | Albert          |
| Jim Parsons     | Tim             |
| Michael Weston  | Kenny           |

## Prijzen/nominaties
- 2004 Sundance Film Festival
Genomineerd: Grand Jury Prize - Dramatic (Zach Braff)
- 2005 Grammy Awards
Gewonnen: Best Compilation Soundtrack Album (Zach Braff)
- 2005 MTV Movie Awards
Genomineerd: Best Female Performance (Natalie Portman)
Genomineerd: Best Kiss (Natalie Portman en Zach Braff)
Genomineerd: Breakthrough Male (Zach Braff)
- 2005 Satellite Awards
Genomineerd: Best Actor in a Supporting Role, Comedy or Musical (Peter Sarsgaard)
Genomineerd: Best Actress in a Motion Picture, Comedy or Musical (Natalie Portman)